# Allaretella germanica
Allaretella germanica är en tvåvingeart som beskrevs av Meyer och Spungis 1994. Allaretella germanica ingår i släktet Allaretella och familjen gallmyggor.
Artens utbredningsområde är Tyskland. Inga underarter finns listade i Catalogue of Life.